# Taiyo & Ciscomoon 1
Albums par Taiyō to Ciscomoon / T&C Bomber
2nd Stage
(2000)
Singles
 Taiyo & Ciscomoon 1  (prononcé Taiyo and Ciscomoon Ichi) est le premier album du groupe de J-pop Taiyō to Ciscomoon (futur T&C Bomber), sorti en 1999.

## Présentation
L'album, écrit et produit par Tsunku, sort le 27 octobre 1999 au Japon sous le label zetima. Il atteint la 3e place du classement de l'Oricon, et reste classé pendant sept semaines, se vendant à 192 340 exemplaires durant cette période. 
C'est le seul album sorti par le groupe sous le nom Taiyō to Ciscomoon, avant d'être renommé T&C Bomber début 2000, nom sous lequel sortira l'album suivant, 2nd Stage.
L'album contient les chansons-titres des cinq premiers singles du groupe sortis dans l'année, cinq nouvelles chansons, et cinq interludes musicaux. La chanson inédite Endless Love ~I Love You More~ sera reprise en 2006 par le groupe affilié °C-ute sur son album Cutie Queen Vol.1. Elle figurera à nouveau, avec les chansons des singles, sur la compilation Taiyō to Ciscomoon / T&C Bomber Mega Best qui sortira fin 2008.  

## Liste des titres
| 1.  | Introduction                                             |            |  |
| 2.  | Tsuki to Taiyō (月と太陽)                                | 1er single |  |
| 3.  | Gatamekira (ガタメキラ)                                  | 2e single  |  |
| 4.  | Interlude 1 ~Breath~                                     |            |  |
| 5.  | Be Cool Down                                             |            |  |
| 6.  | Hey You!                                                 |            |  |
| 7.  | Interlude 2 ~Soul Train~                                 |            |  |
| 8.  | Magic of Love                                            | 5e single  |  |
| 9.  | Chinmoku (沈黙)                                          |            |  |
| 10. | Uchū de La Ta Ta (宇宙でLa Ta Ta)                        | 3e single  |  |
| 11. | Interlude 3 ~Waga Omoi~ (Interlude 3 ～我想～)           |            |  |
| 12. | Sunrise Sore Demo Hi wa Noboru (Sunriseそれでも陽は昇る) |            |  |
| 13. | Everyday Everywhere                                      | 4e single  |  |
| 14. | Endless Love ~I Love You More~ (ENDLESS LOVE...)         |            |  |
| 15. | Finale                                                   |            |  |